# Konvencija o pogodbi za mednarodni cestni prevoz blaga
Konvencija o pogodbi za mednarodni cestni prevoz blaga (francosko Convention relative au contrat de Transport international des Marhandises par route, kratica CMR) je konvencija Organizacije združenih narodov, ki ureja področje mednarodnih prevozov blaga v cestnem prometu.
Konvencija bila sprejeta v Ženevi 19. maja 1956.
Konvencija je temeljni akt, ki na evropskem nivoju ureja pravice in obveznosti prevoznika, pošiljatelja, prejemnika in naročnika prevoza, kot tudi tistih strank pri prevozni pogodbi, ki sicer pri njeni sklenitvi ne sodelujejo (zavarovanja). 
Konvencija določa objektivno odgovornost prevoznika za blago in sicer prevoznik odgovarja za delno ali popolno izgubo ali poškodbo blaga, razen če škoda ni nastala kot posledica naravnih lastnosti blaga ali višje sile.